# Proyecto Swap
Proyecto Swap (título original: Swap) es una película estadounidense de acción, ciencia ficción y suspenso de 2016, dirigida por Timothy Woodward Jr., escrita por Sean Ryan, musicalizada por Sid De La Cruz, en la fotografía estuvo Pablo Diez y los protagonistas son Johnny Messner, Tom Sizemore y Mickey Rourke, entre otros. El filme fue realizado por Status Media & Entertainment y Puppy Entertainment; se estrenó el 1 de marzo de 2016.

## Sinopsis
Un detective de homicidios tiene que impedir que un padre apenado libere un virus robótico, su objetivo es eliminar a los terroristas que mataron a su hijo.